# Клотилд Бурбон-Френска
Мари Клотилд Френска е дъщеря на дофина Луи Фердинанд дьо Бурбон и на Мария Жозефа Сакска и внучка на Луи XV.
Още като дете тя загубва родителите си, които умират скоро един след друг от туберкулоза. През 1775 г. се омъжва за Шарл-Емануел IV Сардински, принц на Пиемонт. От брака си те нямат деца, но са дълбоко свързани от искрената си набожност и милосърдие.
Клотилд става кралица на Сардиния през 1796 г. През 1789 г. има щастието да се срещне отново с брат си, граф д`Артоа, (бъдещият Шарл X), който е успял да емигрира от Франция със семейството си, но загубва другия си брат - Луи XVI през 1793 г. и сестра си Елизабет през 1794 г. - и двамата гилотинирани от революционерите.
Умира през 1802 г.